# Деменёвское сельское поселение
Деменёвское сельское поселение — муниципальное образование в составе Чернушинского района Пермского края.
Административный центр — село Деменёво.
В декабре 2004 года в результате реформы местного самоуправления Законом Пермского края наделено статусом сельского поселения.

## Географические положение
Поселение расположено на севере Чернушинского района. На территории поселения берёт начало река Танып.

## История
До 2006 год на территории поселения был Деменёвский сельский совет. С 2006 года в результате реформы местного самоуправления образовано Ананьинское сельское поселение.

## Население
По данным переписи 2010 года численность населения составила 997 человек, в том числе 514 мужчин и 483 женщины.

## Населённые пункты
| Название | Тип населённого пункта       | Население, 2010 год | Почтовый индекс | ОКАТО          |
| -------- | ---------------------------- | ------------------- | --------------- | -------------- |
| Деменёво | Село, административный центр | 769                 | 617 814         | 57 257 816 001 |
| Капкан   | Деревня                      | 179                 | 617 830         | 57 257 816 003 |
| Гари     | Деревня                      | 49                  | 617 814         | 57 257 816 002 |

## Экономика
ООО «Заречное» (д. Капкан)

## Объекты социальной сферы
- общеобразовательные учреждения:[6]
  - МОУ «Деменевская средняя общеобразовательная школа»
- дошкольные образовательные учреждения:[7]
  - МДОУ «Деменёвский детский сад»
- учреждения здравоохранения:[8]
  - Деменевский ФАП
  - Капканский ФАП